# Абрахан, Мигель Мартинс
Мигель Мартинс Абрахан (порт. Miguel M. Abrahão) — бразильский писатель и драматург, автор многочисленных пьес и книг.

## Жизнь
Родившийся в Сан-Паулу, Бразилия, 25 января 1961 года.Мигель М. Абрахао провел большую часть своей юности в Сан-Паулу, но с 1993 года проживает в Рио-де-Жанейро со своей женой и детьми.
Он получил высшее образование в области истории, педагогики и журналистики, проведя различную деятельность в учебных заведениях, помимо того, что много времени уделял литературе.
Он преподавал историю Бразилии на выпускном курсе журналистики в Unimep (Universidade Metodista de Piracicaba) в 1980-х годах.
Однако большая часть его работ для детей и для молодежи, хотя и написана в подростковом возрасте, начала публиковаться только с 1983 года.

## Пьесы
- As aventuras do Saci Pererê (Детский театр, 1973)
- Pimpa, a Tartaruga (Детский театр, 1973)
- O Dinheiro (комедия, 1976)
- Armadilha (Драма, 1976)
- No Mundo Encantado da Carochinha (Детский театр, 1976)
- O Descasamento (комедия, 1977)
- Pensão Maloca (комедия, 1977)
- A Casa (комедия, 1978)
- O Covil das Raposas (комедия, 1978)
- O Chifrudo (комедия, 1978)
- Hospí(cio)tal (комедия, 1978)
- O Ônibus (peça) (комедия, 1978)
- [[Pássaro da Manhã (Драма, 1978)
- Alta Sociedade (комедия, 1978)
- O Minuto Mágico (комедия, 1981)
- As Comadres (комедия, 1979)
- Três (Драма , 1981)
- A Escola (Драма, 1983)
- Bandidos Mareados (Детский театр, 1983)
- [[O Rouxinol do Imperador (Детский театр, 1992)[5]

## Романы
- O Bizantino (1984)
- A Pele do Ogro (1996)
- O Strip do Diabo (1996)
- A Escola, onde está um, estão todos (2007)

## Детские романы
- As Aventuras de Nina, a Elefanta Esquisita (1971)
- As aventuras do Saci Pererê (1973)
- Biquinho (1973)
- Pimpa, a Tartaruga (1973)
- Confissões de um Dragão (1974)
- Lateco (1974)
- Arabela (1974)
- Junior, o Pato (1974)
- Bonnie e Clyde (1975)
- O Mistério da Cuca (1975)
- Sarinha, a Bombinha (1975)
- O Império dos Bichos (1979)
- O Caso da Pérola Negra (1983)[4]

## Рассказы, очерки
- Introdução aos Estudos Históricos (compêndio histórico, 1985)
- História Antiga e Medieval (compêndio histórico, 1992)
- História Antiga (compêndio histórico, 1992)
- História Medieval (compêndio histórico, 1992)